# かでなれおん
かでな れおん（1986年2月19日 - ）は、日本のタレント、女優、グラビアアイドル。
大阪府出身。オスカープロモーション所属。プロジェクションマッピング協会会員。

## 人物
沖縄の血筋を持ち、自身は泉州弁を話す。
芸名の由来は、初めてのロケで訪れた沖縄県嘉手納町で、芸能界で仕事をする際に初めに憧れたのがロケであり、その感覚を忘れないように芸名にしたという。
趣味は乗馬で、全国乗馬倶楽部振興会ライセンスを保有。

## 来歴
Yurika、久紗野 水萌（くさの みなも）、久紗野 みなも、嘉那 れおん、かで那 れおんなどの複数の名義で活動歴がある。
2003年12月、15歳から17歳までに撮影したグラビア写真集『HHH』を久紗野水萌名義で発売。
2004年6月、18歳でヘアヌード写真集『はだかのれおん』を発売。20万部以上の売上げを記録した。
2008年10月5日、自身のブログにてオスカープロモーションへの移籍を発表。
2009年6月活動を再開、ブログもbe amieで再開している。

## 出演
※太字は主演、斜字はレギュラー。

### テレビドラマ
2005年
- いちばん暗いのは夜明け前 第7話「奴」（8月14日、テレビ東京） - クミコ 役

2006年
- 金曜ナイトドラマ「黒い太陽」（7月28日 - 9月15日、テレビ朝日） - まりん 役

2009年
- 金曜ナイトドラマ「メイド刑事」（6月26日 - 9月11日、テレビ朝日） - 伊藤曜子 役
- 嬢王 Virgin（10月2日 - 12月18日、テレビ東京） - 桐島香織 役

2010年
- おみやさん 第7シリーズ 第6話（6月3日、テレビ朝日） - 神埼あかね 役
- 新・警視庁捜査一課9係 season2 第9話「二つの血痕」（8月25日、テレビ朝日） -  戸田愛子 役
- 西村京太郎トラベルミステリー54・伊豆の海に消えた女（10月2日、テレビ朝日） - 小林由美 役
- 嬢王3 〜Special Edition〜（10月8日 - 12月24日、テレビ東京） - 桐島香織 役

2011年
- おみやさん 第8シリーズ 最終話（6月23日、テレビ朝日） - 十和田琴美 役
- 名探偵コナン 工藤新一への挑戦状 第4話（5月31日、日本テレビ） - 恩納裕子 役

2012年
- 新・ミナミの帝王3（1月7日、フジテレビ） - 蝶子 役
- 新・おみやさん 第6話（5月24日、テレビ朝日） - 菊池恭子 役
- タイムスクープハンター season4 第12話（6月26日、NHK - おさよ 役
- 幸せの時間（11月5日 - 12月28日、フジテレビ） - 北島奈津 役

2013年
- ホラー アクシデンタル 第7話（2月22日、フジテレビ） - デリヘル嬢 役
- 西村京太郎トラベルミステリー60・秩父SL・3月23日の証言〜大逆転法廷!!（7月13日、テレビ朝日） - 武井美由紀 役
- ぶっせん（7月16日 - 9月24日、TBS - 真実 役
- 月曜ゴールデン「北海道警察」 第2作「笑う警官」（7月29日、TBS） - 水村朝美 役
- 十津川警部シリーズ50「消えたタンカー」（9月9日、TBS） - 八木沼ケイ 役
- 人類学者・岬久美子の殺人鑑定4（9月21日、テレビ朝日） - 小泉万里亜 役
- 科捜研の女 第13シリーズ 第4話（11月7日、テレビ朝日） - 小沢美咲 役

2014年
- 十津川捜査班8・家族（1月24日、フジテレビ） - 西本あすか 役
- 鉄道捜査官14・伊豆急リゾート21号パノラマ展望車で殺された女!箱根ゴールデンルート 空と湖の逆転アリバイトリック（5月3日、テレビ朝日） - 片桐朋子 役
- 狩矢父娘シリーズ16・京都・嵐山〜鵜飼い殺人事件!（8月30日、テレビ朝日） - 向井綾 役

2015年
- 水曜ミステリー9「決断」（3月4日、テレビ東京） - 大西真由 役
- 日曜ドラマ「ワイルド・ヒーローズ」 第8話（6月7日、日本テレビ）
- 日曜エンターテインメント「 所轄魂」（9月20日、テレビ朝日） - マリア・ナガハラ 役
- ドクター彦次郎1・顔と身体を自在に変える謎の連続殺人犯!（10月3日、テレビ朝日） - 大藪彩子 役

2016年
- 仮面ライダーゴースト 第18話 - 第49話（2月14日 - 9月18日、テレビ朝日） - アリア/アリシア（二役）

2017年
- 月曜名作劇場 西村京太郎サスペンス 十津川警部シリーズ4「愛と裏切りの伯備線」（10月16日、TBS） - 森川紀子 役

2019年
- BS時代劇「大富豪同心」 第4話（5月31日、NHK BSプレミアム） - 丁子屋の遊女 役

2020年
- 来世ではちゃんとします 第7話（2月20日、テレビ東京） - バーテン 役

### 映画
- ピーカン夫婦 やっぱり『外』が好き（2005年）
- 神の左手 悪魔の右手（2006年、キエ）
- 実録・無敵道（2007年）
- 秘密潜入捜査官 ワイルドキャッツ in ストリップ ロワイアル（2008年、ハニー）※森下悠里とW主演
- MW -ムウ-（2009年、結城の秘書の銀行員）
- カフーを待ちわびて（2009年、明美）
- 仮面ライダー×仮面ライダー オーズ&ダブル feat.スカル MOVIE大戦CORE（2010年、小森絵蓮）
- Paradise Kiss（2011年、まどか）
- CLUB NICOLA（2011年、主演・リリカ）
- 新・SとM 劇場版（2013年）
- 無花果の森（2014年）
- さまよう小指（2014年）
- のぞきめ（2016年）

### DVD映画
- サイレント（2006年、主演・真理子）
- J-SCHOOL HIGH CLASS 2 EVOLUTION（2011年、主演・エリカ）

### オリジナルビデオ
- ゴースト RE:BIRTH 仮面ライダースペクター（2017年4月19日、アリア）

### Webドラマ
- タブー〜秘密の恋〜（2013年、BeeTV）
- Jimmy〜アホみたいなホンマの話〜（2018年7月、Netflix） - みさえ 役

### バラエティ
- 絶品!野田印 アイドル特急便（2006年、BSフジ） - 野田義治、井本みさおとともにMC
- やりすぎコージー（2005年、テレビ東京系） - 初代やりすぎガール
- ダウンタウンDX（2006年8月24日、よみうりテレビ系）
- グラビアの美少女（MONDO21）

### Web番組
- コイカツ 恋愛ノウハウトークライブvol.2（2011年10月7日、マシェリバラエティ マシェバラ）

### PV
- 川畑要「TOKYO GIRL」（2012年10月3日発売）

### CM
- mobage大戦乱!!三国志バトル「全軍開戦」（2012年、女射手）

### ゲーム・携帯サイト
- METAL GEAR SOLID 3 SUBSISTENCE（2005年、コナミ）
- アイドルがイッパイ（アイパイ）

### 舞台
- 秦建日子プロデュース公演Vol.13「Pain」（2011年9月、ウッディシアター中目黒）
- 屋根の上の魔女（2015年3月4日 - 8日）
- FLYING PIRATES ネバーランド漂流記-featuringGUY'S- （2015年4月、新宿村LIVE）

## 作品

### イメージビデオ
| 発売日   | タイトル                                                                          | 規格品番   | メーカー                      | 備考                                                                            |        |
| 2004年   | 2004年                                                                            | 2004年     | 2004年                        | 2004年                                                                          | 2004年 |
| -------- | --------------------------------------------------------------------------------- | ---------- | ----------------------------- | ------------------------------------------------------------------------------- | ------ |
| 1月28日  | トリプルぷるH!                                                                    | BHD18-63   | バウハウス                    | 久紗野水萌名義                                                                  |        |
| 5月20日  | Leon                                                                              | TSDV-11903 | 竹書房                        |                                                                                 |        |
| 8月25日  | 少女の欲望                                                                        | CRBP-1005  | 日本クラウン                  |                                                                                 |        |
| 2005年   |                                                                                   |            |                               |                                                                                 |        |
| 6月25日  | VIRGINITY                                                                         | TSDV-11986 | 竹書房                        |                                                                                 |        |
| 9月22日  | レオンスタイル                                                                    | TEDVD-2    | ジェネオン エンタテインメント |                                                                                 |        |
| 2006年   |                                                                                   |            |                               |                                                                                 |        |
| 1月13日  | make you happy!                                                                   | TSDV-41024 | 竹書房                        |                                                                                 |        |
| 6月9日   | My Reflection                                                                     | TSDV-41053 | 竹書房                        |                                                                                 |        |
| 10月27日 | Memories                                                                          | ENFD-4097  | イーネット・フロンティア      |                                                                                 |        |
| 2007年   |                                                                                   |            |                               |                                                                                 |        |
| 2月20日  | Dream Planet                                                                      | LCDV-40250 | ラインコミュニケーションズ    |                                                                                 |        |
| 2008年   |                                                                                   |            |                               |                                                                                 |        |
| 8月8日   | のらねこ かでなれおん&WILD CATS（森下悠里・中村知世・秋山優） 沖縄より愛をこめて♥ | DSTD-2874  | 東映ビデオ                    | 映画『秘密潜入捜査官 ワイルドキャッツ in ストリップ ロワイアル』関連イメージDVD |        |
| 8月8日   | のらねこ 森下悠里&WILD CATS（かでなれおん・中村知世・秋山優） 沖縄より愛をこめて♥ | DSTD-2875  | 東映ビデオ                    | 映画『秘密潜入捜査官 ワイルドキャッツ in ストリップ ロワイアル』関連イメージDVD |        |
| 9月21日  | のらねこ 中村知世&WILD CATS（かでなれおん・森下悠里・秋山優） 沖縄より愛をこめて♥ | DSTD-2876  | 東映ビデオ                    | 映画『秘密潜入捜査官 ワイルドキャッツ in ストリップ ロワイアル』関連イメージDVD |        |
| 9月21日  | のらねこ 秋山優&WILD CATS（かでなれおん・森下悠里・中村知世） 沖縄より愛をこめて♥ | DSTD-2877  | 東映ビデオ                    | 映画『秘密潜入捜査官 ワイルドキャッツ in ストリップ ロワイアル』関連イメージDVD |        |

### 写真集
久紗野水萌名義
- HHH(トリプルH)（2003年12月、バウハウス、撮影：中村誠作）ISBN 978-489461-962-3

かでなれおん名義
- はだかのれおん(シノヤマキシン+かでなれおん)（2004年6月12日、朝日出版社、撮影：篠山紀信）ISBN 978-4-255-00283-5
- NOEL(バウハウスムック)（2005年7月20日、バウハウス、撮影：野澤亘伸）ISBN 978-4-7788-0021-5

### デジタル写真集
- かでなれおん（2006年10月27日配信、@misty）
- アカルクモナク、はだかでもない　れおん[11]

### カレンダー
- かでなれおん 2006年度カレンダー（2005年9月24日）